# Frazer Standard

Der Frazer Standard war ein US-amerikanischer PKW, den die Kaiser-Frazer Corporation in Willow Run, Michigan, im Juni 1946 unter der Marke Frazer als „Modell 1947“ herausbrachte. Es handelte sich dabei um eine viertürige Limousine mit der ersten Pontonkarosserie, die in den USA gebaut wurde. Der Frazer Standard hatte vier vorne angeschlagene Türen mit Ausstellfenstern und eine geteilte Frontscheibe.

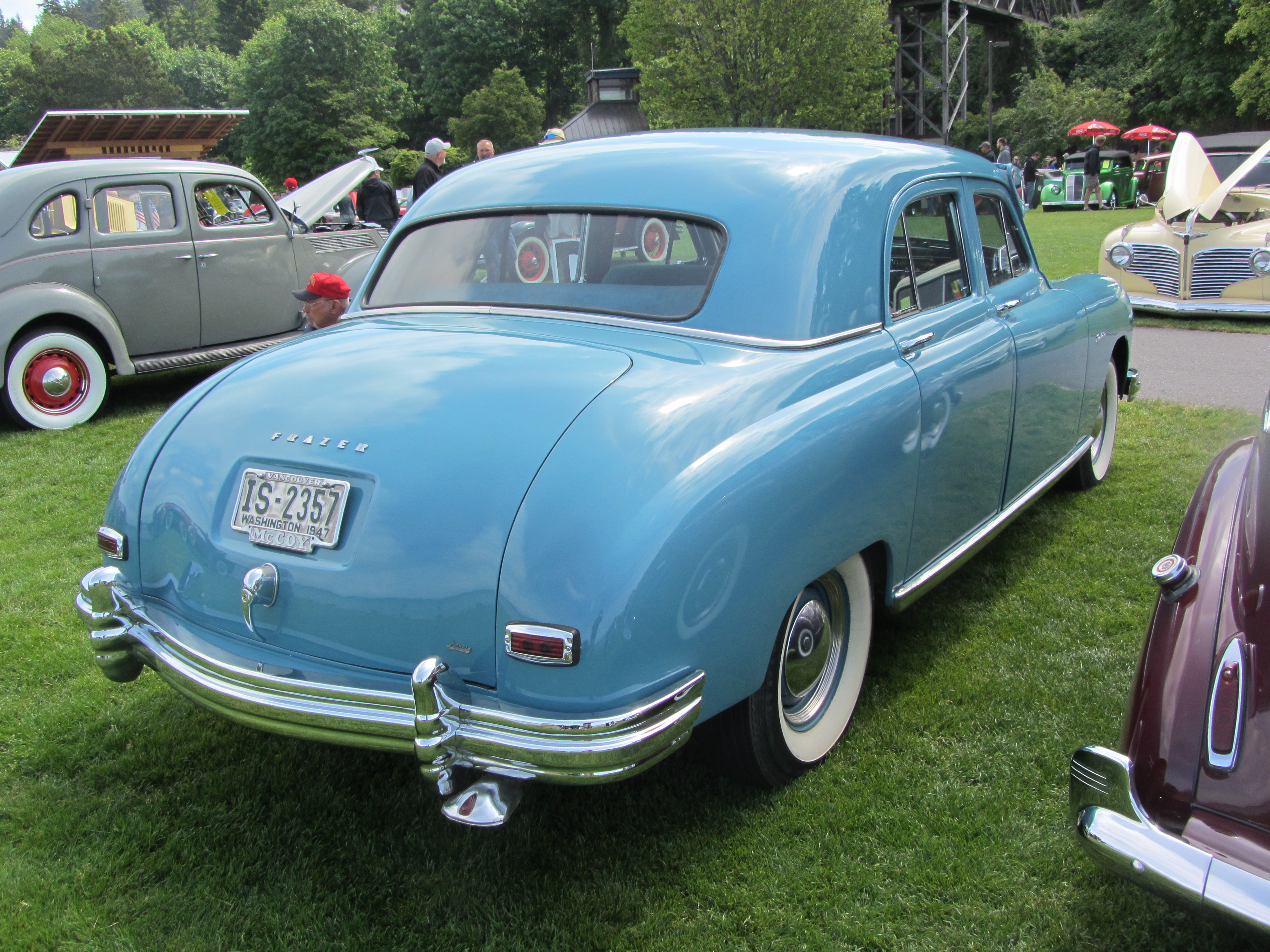
Frazer Manhattan 1947

Der Wagen hatte einen vorne längs eingebauten Sechszylinder-Reihenmotor mit seitlich stehenden Ventilen, 3707 cm³ Hubraum und 100 PS (74 kW) Leistung bei 3.600/min. Über ein handgeschaltetes Dreiganggetriebe wurde die Motorkraft an die Hinterräder weitergeleitet.
Das fast gleiche Auto erschien mit etwas einfacherer Ausstattung im August 1946 (ebenfalls als „Modell 1947“) auch unter dem Namen Kaiser Special, allerdings anstatt des „F“ auf der Motorhaube mit einem „K“.

## Modelle Jahr für Jahr

### Modelljahr 1947
Die erste Serie – Standard F 47 genannt – war als Grundmodell besser ausgestattet als die später erschienenen Kaiser-Modelle und hatte einen flachen Kühlergrill mit fünf waagerechten Stäben, der auch die Parkleuchten unter den Hauptscheinwerfern mit einschloss.
Unter dem Namen Frazer Manhattan gab es gleichzeitig ein besser ausgestattetes Modell. Die Serie Manhattan F 47 C hatte zusätzlich z. B. Zweifarbenlackierung, verchromte Radkappen, etwas mehr Chromschmuck außen und innen, ein anderes Armaturenbrett, bessere Sitze und Teppiche im Fußraum.

### Modelljahr 1948
Das Modelljahr 1948 zeigte das neue Grundmodell – nun Serie Standard F 48 genannt – wenig verändert. Kleinere Veränderungen am Kühlergrill und an den Stoßfängern, eine etwas höhere Verdichtung des Motors (ohne Auswirkung auf die Motorleistung), eine andere Kraftstoffpumpe und bessere Stoßdämpfer waren die Unterschiede zum Vorjahresmodell. Die besser ausgestattete Variante, nun Manhattan F 48, übernahm die Veränderungen des Standard und zusätzlich eine Lederteilausstattung.

### Modelljahr 1949
Alle Frazer bekamen 1949 anstatt des bisherigen Kühlergrills mit horizontalen Chromstäben ein gleich großes Exemplar mit Gittermuster aus horizontalen und vertikalen Stäben. Weiterhin gab es die viertürige Limousinen. Die einfacheren Modelle hießen Standard F 49, die besser ausgestatteten Manhattan F 49. In wenigen Exemplaren entstanden vom Manhattan auch viertürige Cabriolets.
Beide Modelle übernahmen den neuen Motor mit 112 PS (82 kW) Leistung, der vorher nur auf Sonderwunsch verfügbar war, als Grundausstattung.

### Modelljahr 1950
Das Facelift, das für die 1950er-Modelle von Kaiser und Frazer geplant war, wurde nicht rechtzeitig fertig, und so entschloss man sich, es um ein Jahr zu verschieben. So erschienen alle Modelle mit vielen kleinen Änderungen gegenüber dem Vorjahr. Der Standard F 49 wurde zum Standard F 50, der Manhattan F 49 zum Manhattan F 50. Auch die Karosserieformen und der Motor des Vorjahres wurden beibehalten.

### Modelljahr 1951
Das schon für das Vorjahr geplante große  Facelift war nun endlich fertig. Aber die Unterschiede zu den Vorjahresmodellen waren nicht so groß wie bei den Kaiser-Fahrzeugen: Nur der Kühlergrill erhielt nun ein großes Kreuz aus massiven Chromstreben, die auch das Firmenzeichen mit einschlossen. Darunter war ein schmaler, horizontaler Chromstab, der auch die – inzwischen runden – Parkleuchten trug. Auf der Motorhaube thronte eine Kühlerfigur in modischer Raketenform.
Der Motor hatte nun bei allen Modellen einen Doppelvergaser, der ihm bei unverändertem Hubraum 115 PS (84,5 kW) Leistung verlieh.
Auch die Karosserieformen wurden neu geordnet: Der Standard F 51 war nun als viertürige Limousine und als viertüriger Utility Sedan (mit zugeschweißter hinterer Türe links, umlegbarer Rücksitzlehne, als Heckklappe ausgebildeter Kofferraumklappe und verstärkten Federn, wie das entsprechende Kaiser-Modell) verfügbar. Den Manhattan F 51 gab es nicht mehr als normale Limousine, sondern als viertüriges Hardtop-Modell und weiterhin als viertüriges Cabriolet.
Nachdem Joseph W. Frazer in diesem Jahr die Firma verlassen hatte, wurde seine Marke mit Ablauf des Modelljahres 1951 eingestellt.

## Fertigungszahlen
| Typ              | Baujahr | L-4     | H-4 | Cb-4 | U-4 | Gesamt  |
| ---------------- | ------- | ------- | --- | ---- | --- | ------- |
| Standard F 47    | 1947    | 36.120  | 0   | 0    | 0   | 36.120  |
| Manhattan F 47 C | 1947    | 32.655  | 0   | 0    | 0   | 32.655  |
| Standard F 48    | 1948    | 29.480  | 0   | 0    | 0   | 29.480  |
| Manhattan F 48   | 1948    | 18.591  | 0   | 0    | 0   | 18.591  |
| Standard F 49    | 1949    | 14.700* | 0   | 0    | 0   | 14.700* |
| Manhattan F 49   | 1949    | 9.950*  | 0   | 62   | 0   | 10.012* |
| Standard F 50    | 1950    | *       | 0   | 0    | 0   | *       |
| Manhattan F 50   | 1950    | *       | 0   | *    | 0   | *       |
| Standard F 51    | 1951    | **      | 0   | 0    | **  | 9.931   |
| Manhattan F 51   | 1951    | 0       | 152 | 131  | 0   | 283     |

L-4 = viertürige Limousine
H-4 = viertürige Hardtop-Limousine
Cb-4 = viertüriges Cabriolet
U-4 = viertüriger „Utility Sedan“

  * = Die Produktionszahlen für 1949 enthalten die für 1950. Die für die viertürigen Limousinen sind geschätzt

  ** = keine Werte für einzelne Modelle bekannt.